# 第47回アカデミー賞
第47回アカデミー賞（だい47かいアカデミーしょう）は1975年4月8日に発表・授賞式が行われた。司会はサミー・デイヴィス・Jr、ボブ・ホープ、シャーリー・マクレーン、フランク・シナトラ。

## 候補と受賞の一覧
太字は受賞である。
また、以下での人名表記は
1. 作品の日本語公式情報およびAMPAS公式サイトの日本版とWOWOWによる授賞式放送での表記に準ずる。
2. 見当たらない場合はデータベースサイトなどを参考。
3. それでもない場合は英語表記のままとする。

| 作品賞 | 監督賞 |
| --- | --- |
| - 『ゴッドファーザーPARTII』 - 『チャイナタウン』 - 『カンバセーション…盗聴…』 - 『レニー・ブルース』 - 『タワーリング・インフェルノ』 | - フランシス・フォード・コッポラ - 『ゴッドファーザーPARTII』 - ジョン・カサヴェテス - 『こわれゆく女』 - ボブ・フォッシー - 『レニー・ブルース』 - ロマン・ポランスキー - 『チャイナタウン』 - フランソワ・トリュフォー - 『映画に愛をこめて アメリカの夜』 |
| 主演男優賞 | 主演女優賞 |
| - アート・カーニー - 『ハリーとトント』 - アルバート・フィニー - 『オリエント急行殺人事件』 - ダスティン・ホフマン - 『レニー・ブルース』 - ジャック・ニコルソン - 『チャイナタウン』 - アル・パチーノ - 『ゴッドファーザー PART II』                                                                                                  | - エレン・バースティン - 『アリスの恋』 - ダイアン・キャロル - 『愛しのクローディン』 - フェイ・ダナウェイ - 『チャイナタウン』 - ヴァレリー・ペリン - 『レニー・ブルース』 - ジーナ・ローランズ - 『こわれゆく女』 |
| 助演男優賞 | 助演女優賞 |
| - ロバート・デ・ニーロ - 『ゴッドファーザー PART II』 - フレッド・アステア - 『タワーリング・インフェルノ』 - ジェフ・ブリッジス - 『サンダーボルト』 - マイケル・V・ガッツォ - 『ゴッドファーザー PART II』 - リー・ストラスバーグ - 『ゴッドファーザー PART II』                                                                     | - イングリッド・バーグマン - 『オリエント急行殺人事件』 - ヴァレンティナ・コルテーゼ - 『映画に愛をこめて アメリカの夜』 - マデリーン・カーン - 『ブレージングサドル』 - ダイアン・ラッド - 『アリスの恋』 - タリア・シャイア - 『ゴッドファーザー PART II』 |
| 脚本賞 | 脚色賞 |
| - 『チャイナタウン』 - ロバート・タウン - 『アリスの恋』 - ロバート・ゲッチェル - 『カンバセーション…盗聴…』 - フランシス・フォード・コッポラ - 『映画に愛をこめて アメリカの夜』 - フランソワ・トリュフォー、シュザンヌ・シフマン、ジャン＝ルイ・リシャール - 『ハリーとトント』 - ポール・マザースキー、ジョッシュ・グリーンフェルド | - 『ゴッドファーザー PART II』 - フランシス・フォード・コッポラ 、マリオ・プーゾ - The Apprenticeship of Duddy Kravitz - モルデカイ・リッチラー 、ライオネル・チェトウィンド - 『レニー・ブルース』 - ジュリアン・バリー - 『オリエント急行殺人事件』 - ポール・デーン - 『ヤング・フランケンシュタイン』 - ジーン・ワイルダー、メル・ブルックス |
| 外国語映画賞 | |
| - 『フェリーニのアマルコルド』 - イタリア - Macskajáték - ハンガリー - 『遠雷』 - ポーランド - 『ルシアンの青春』 - フランス - La Tregua - アルゼンチン | |
| 短編アニメ映画賞 | 短編実写映画賞 |
| - Closed Mondays - ウィル・ビントン 、ボブ・ガーディナー - The Family That Dwelt Apart - イヴォンヌ・マレット 、ロバート・ヴェラル - Hunger - ピーター・フォルデス 、René Jodoin - Voyage to Next - ジョン・ハブリー、フェイス・ハブリー - Winnie the Pooh and Tigger Too! - ウォルフガング・ライザーマン                              | - One-Eyed Men Are Kings - Paul Claudon, Edmond Sechan - Climb - デウィット・ジョーンズ - The Concert - ジュリアン・シャグラン、クロード・シャグラン - Planet Ocean - ジョージ・ケイシー - The Violin - アンドリュー・ウェルッシュ、ジョージ・パスティック |
| 短編ドキュメンタリー映画賞 | 長編ドキュメンタリー映画賞 |
| - Don't - ロビン・リーマン - City Out of Wilderness - Exploreatorium - John Muir's High Sierra - Naked Yoga | - 『ハーツ・アンド・マインズ/ベトナム戦争の真実』 - Antonia: A Portrait of Woman - The Challenge... A Tribute to Modern Art - The 81st Blow - The Wild and the Brave |
| 撮影賞 | 美術賞 |
| - 『タワーリング・インフェルノ』 - ジョセフ・バイロック、フレッド・コーネカンプ - 『チャイナタウン』 - ジョン・A・アロンゾ - 『大地震』 - フィリップ・H・ラスロップ - 『レニー・ブルース』 - ブルース・サーティース - 『オリエント急行殺人事件』 - ジェフリー・アンスワース                                                            | - 『ゴッドファーザー PART II』 - ディーン・ダブラリス,、アンジェロ・グラハム、ジョージ・R・ネルソン - 『チャイナタウン』 -リチャード・シルバート W・スチュアート・キャンベル、ルディ・レヴィット - 『大地震』 - アレクサンダー・ゴリッツェン、プレストン・エイムズ, フランク・マッケルヴィー - 『地球の頂上の島』 - ピーター・エレンショウ、ジョン・B・マンズブリッジ、ウォルター・テイラー、アル・ロエロフ、ハル・ガスマン - 『タワーリング・インフェルノ』 - ウィリアム・クレバー、ウォード・プレストン、ラファエル・ブレトン                        |
| 衣裳デザイン賞 | 録音賞 |
| - 『華麗なるギャツビー』 - セオニ・V・アルドリッチ - 『チャイナタウン』 - アンシア・シルバート - 『デイジー・ミラー』 - ジョン・ファーネス - 『ゴッドファーザー PART II』 - セアドラ・ヴァン・ランクル - 『オリエント急行殺人事件』 - トニー・ウォルトン                                                                               | - 『大地震』 - ロナルド・ピアース、メルヴィン・メトカーフ・Sr - 『チャイナタウン』 - チャールズ・グランズバッグ、ラリー・ジョスト - 『カンバセーション…盗聴…』 - ウォルター・マーチ、アート・ロチェスター - 『タワーリング・インフェルノ』 - セオドア・ソダーバーグ、ハーマン・ルイス - 『ヤング・フランケンシュタイン』 - リチャード・ポートマン、ジーン・キャンタメッサ |
| 編集賞 | 歌曲賞 |
| - 『タワーリング・インフェルノ』 – ハロルド・F・クレスカール・クレス - 『ブレージングサドル』 – ジョン・C・ハワード、ダンフォード・グリーン - 『チャイナタウン』 – サム・オスティーン - 『大地震』 – ドロシー・スペンサー - 『ロンゲスト・ヤード』 – マイケル・ルチアーノ                                                              | - "We May Never Love Like This Again"（『タワーリング・インフェルノ』） – アル・カシャ (作詞・作曲)、 ジョエル・ハーシュホーン (作詞・作曲) - "Benji's Theme (I Feel Love)"（『ベンジー』） – ユーエル・ボックス (作曲)、ベティ・ボックス (作詞) - "Blazing Saddles"（『ブレージングサドル』） – ジョン・モリス (作曲)、メル・ブルックス (作詞) - "Wherever Love Takes Me"（『ゴールド』） – エルマー・バーンスタイン (作曲)、ドン・ブラック (作詞) - "Little Prince"（『星の王子さま』） – フレデリック・ロウ (作曲)、アラン・ジェイ・ラーナー (作詞) |
| 劇映画作曲賞 | 編曲・歌曲賞 |
| - 『ゴッドファーザー PART II』 – ニーノ・ロータ、カーマイン・コッポラ - 『チャイナタウン』 – ジェリー・ゴールドスミス - 『オリエント急行殺人事件』 – リチャード・ロドニー・ベネット - Shanks – アレックス・ノース - 『タワーリング・インフェルノ』 – ジョン・ウィリアムズ                                                              | - 『華麗なるギャツビー』 – ネルソン・リドル - 『星の王子さま』 – アラン・ジェイ・ラーナー、フレデリック・ロウ、アンジェラ・モーレイ、ダグラス・ガムリー - 『ファントム・オブ・パラダイス』 – ポール・ウィリアムズ、ジョージ・アリソン・ティプトン |

### アカデミー名誉賞
- ジャン・ルノワール
- ハワード・ホークス

### ジーン・ハーショルト友愛賞
- アーサー・B・クリム

### プレゼンター
- ローレン・バコール（衣裳デザイン賞）
- ウォーレン・ベイティ（作品賞）
- イングリッド・バーグマン（名誉賞・ジャン・ルノワール）
- スーザン・ブレイクリー、O・J・シンプソン（美術賞）
- ジョゼフ・ボトムズ、デボラ・ラフィン（録音賞）
- マクドナルド・キャリー、ジェニファー・オニール（編集賞）
- ダイアン・キャロル、ジョニー・グリーン（音楽賞）
- ピーター・フォーク、キャサリン・ロス（助演女優賞）
- スーザン・ジョージ、ジャック・ヴァレンテ（外国語映画映画賞）
- ロバート・ワイズ、ゴールディ・ホーン（監督賞）
- ボブ・ホープ（アービング・G・タルバーグ賞）
- ローレン・ハットン、ダニー・トーマス（ドキュメンタリー映画賞）
- グレンダ・ジャクソン（主演男優賞）
- ジーン・ケリー（歌曲賞）
- ジャック・レモン（主演女優賞）
- ロディ・マクドウォール、ブレンダ・ヴァッカロ（脚本賞・脚色賞）
- ライアン・オニール、テータム・オニール（助演男優賞）
- フランク・シナトラ（ジーン・ハーショルト友愛賞）
- ジョン・ヴォイト、ラクエル・ウェルチ（撮影賞）
- ジョン・ウェイン（名誉賞・ハワード・ホークス）